# Cube impossible
Le cube impossible ou cube irrationnel est un objet impossible. Il est représenté en 2 dimensions en perspective cavalière.
Le cube est dessiné avec des poutres solides, qui se croisent de façon incohérente. Le résultat est une figure à 12 arêtes.
Le cube de Necker est sur la gauche, le cube impossible sur la droite.
Dans la lithographie Belvédère de M. C. Escher, la représentation d'une personne assise au pied d'une construction tient un cube impossible dans ses mains.